# Berni Tamames
Bernardino Tamames Alonso, detto Berni (Lleida, 15 agosto 1973), è un ex cestista spagnolo.

## Carriera
Con la Spagna universitaria ha disputato le Universiadi di Palma di Maiorca 1999.

## Palmarès
- Campionato spagnolo: 1

Barcellona: 1994-95
- Liga catalana: 2

Lleida: 2002, 2003